# Monach i bes
Monach i bes (Мона́х и бес) è un film del 2016 diretto da Nikolaj Dostal'.

## Trama
Ivan Semёnovič appare nel monastero insieme alle forze oscure, che hanno scelto Ivan come oggetto del loro lavoro.